# Rockwell XFV-12
Il Rockwell XFV-12 fu un prototipo di caccia supersonico per la Marina U.S., che venne costruito nel 1977. Lo XFV-12 combinava la velocità Mach 2 e l'armamento di AIM-7 Sparrow dell'F-4 Phantom II in un velivolo da caccia con caratteristiche VTOL (decollo e atterraggio verticale) destinato alle piccole Sea Control Ship che erano sotto studio a quel tempo. Sulla carta, appariva superiore in quanto a prestazioni all'aereo da attacco subsonico Hawker Siddeley Harrier. Sfortunatamente la spinta non fu mai sufficiente per il decollo verticale, anche se il motore installato aveva maggiore potenza del peso del velivolo, ed il progetto fu abbandonato.

## Storia del progetto
Nel 1972, la United States Navy bandì una richiesta per una nuova generazione di aerei da caccia/attacco V/STOL. L'XFV-12A venne selezionato per lo sviluppo nonostante il concetto che lo sosteneva fosse considerato rischioso comparato a quello dell'Harrier.
Per ridurre i costi, venne usato il muso di un A-4 Skyhawk e le prese d'aria di un F-4 Phantom II. I test sui motori iniziarono nel 1974. Le prove di volo libero sul modello condotti alla galleria del vento della NASA a Langley mostrarono che le previsioni sull'aumento di potenza dovuto alla tecnologia thrust augmented wing impiegata erano molto ottimistiche, e che l'aereo avrebbe potuto non essere capace di volo verticale. Tuttavia il modello diede prova di poter garantire il volo convenzionale.

## Tecnica

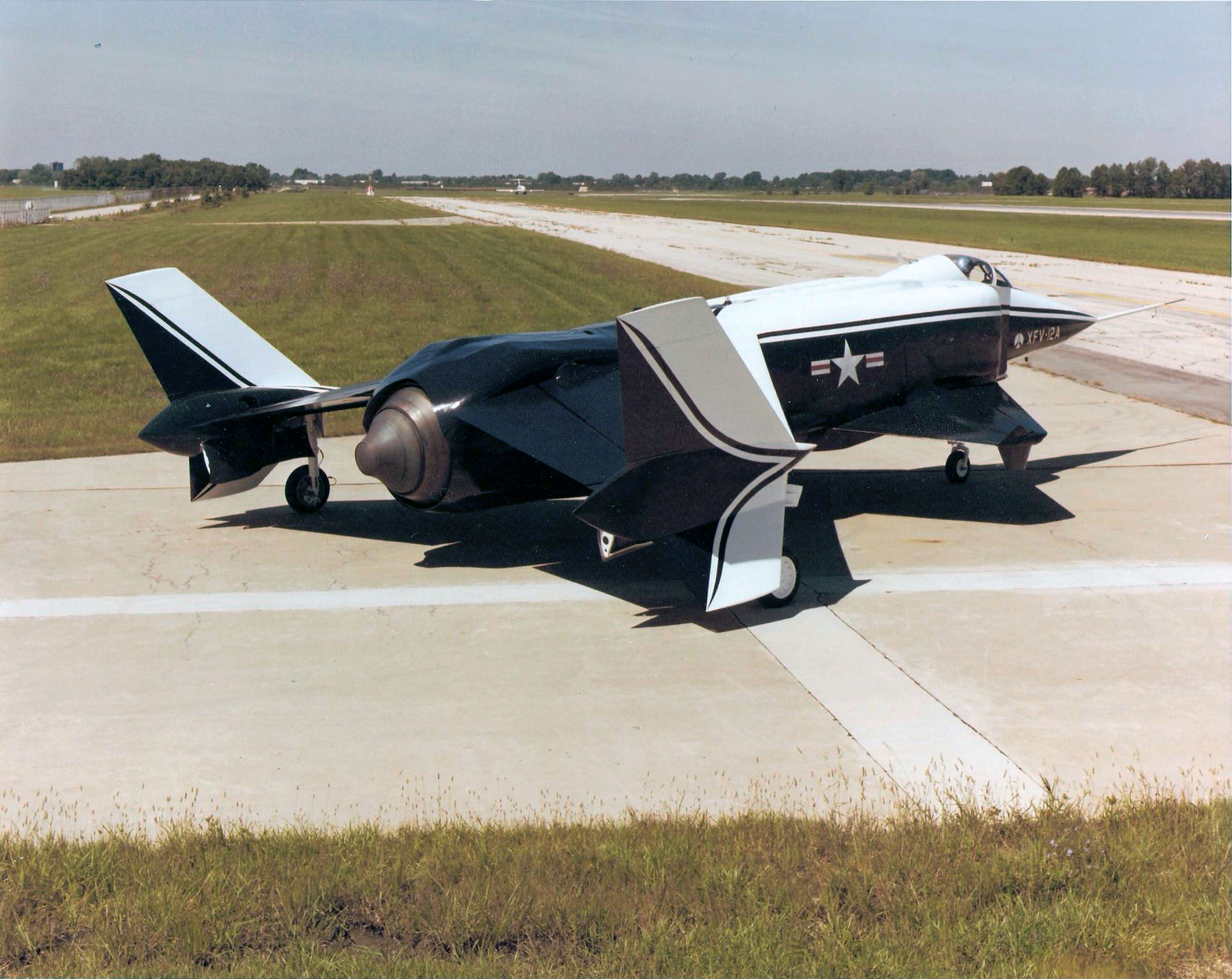

Lo XVF-12 usava il concetto di "spinta incrementata dall'ala" (thrust augmented wing) in cui i gas di scarico erano diretti attraverso una sorta di tenda veneziana per aumentare la portanza generata, più o meno in modo simile al fallito progetto della Lockheed XV-4 Colibrì. Tale disposizione impedisce di trasportare armi sotto le ali così l'armamento è ridotto a due missili sotto la fusoliera. Le Alette canard erano estremamente grandi, quasi la metà dell'area delle ali, facendo di questo aereo un "biplano in tandem". Il turboventola con postbruciatore produceva abbastanza spinta da sollevare un aereo da 9 000 kg (20 000 lb). Esso venne ulteriormente modificato per aumentare la potenza per la spinta ascensionale. Lo scarico del motore veniva chiuso, ed i gas reindirizzati attraverso dei condotti a degli ugelli sulle ali e i canard per la spinta verticale.